# ایران دیلی
ایران دیلی (به انگلیسی: Iran Daily) یک روزنامه انگلیسی‌زبان چاپ تهران است که مؤسسه فرهنگی مطبوعاتی ایران آن را منتشر می‌کند. این روزنامه از مه ۱۹۹۷ (خرداد ۱۳۷۶) کار خود را آغاز کرده‌است و  نخستین روزنامه تمام‌رنگی انگلیسی‌زبان در ایران است. مخاطبان این روزنامه، دانشجویان و شهروندان خارجی ساکن ایران به ویژه دیپلمات‌ها، معلمان و بازرگانان هستند.

صفحه نخست روزنامه ایران دیلی از اولین شماره این روزنامه در تاریخ اردیبهشت ماه